# ثبات طويل الأمد
الثبات طويل الأمد للمذبذب هو درجة انتظام التردد بمرور الوقت، عندما يُقاس التردد في ظل ظروف بيئية متطابقة، مثل جهد الإمداد والحمل ودرجة الحرارة. تحدث تغييرات التردد طويلة الأمد بسبب التغيرات في عناصر المذبذب التي تحدد التردد، مثل الانجراف البلوري، وتغيرات الحث وتغيرات السعة.
 تتضمن هذه المقالة مواد في الملكية العامة خاصة في إدارة الخدمات العامة - "المعيار الفيدرالي 1037سي" (لدعم اختبارات MIL-STD-188). تتضمن هذه المقالة مواد في الملكية العامة خاصة في إدارة الخدمات العامة - "المعيار الفيدرالي 1037سي" (لدعم اختبارات MIL-STD-188).